# 普羅斯珀敦 (新澤西州)
普羅斯珀敦（英語：Prospertown）是位於美國新澤西州蒙茅斯縣及海洋縣的非建制地區。

## 地理
普羅斯珀敦所處的海拔為高於海平面32米（即105英呎），而該地所採用的時區為UTC-5，即北美东部时区（EST）。同時該地設有夏令時間，為UTC-5調快一小時，即UTC-4（EDT）。